# 우파티사 2세
우파티사 2세(싱할라어: උපතිස්ස ෨, 486년 ~ 526년 8월 3일)는 아누라다푸라 왕국 모리야 왕조의 제7대 군주였다.

## 생애
495년에 사망한 카샤파 1세 군주의 적장손(嫡長孫)으로 출생하였다. 장성하면서 본부인(훗날 왕비)과 사이에서 슬하 3녀를 두었으며 측실(훗날 후궁)과 사이에서 슬하 1남 2녀를 두는 등의 슬하 1남 5녀(6남매)를 둔 그는 495년 이후부터 30년간을 아누라다푸라 왕국의 몰락한 왕족 종실로 근신을 하다가 525년 8월 11일에 처갓댁 장인(丈人, 본부인(정실)의 친정아버지.)이 아누라다푸라 왕국의 부총리대신(副總理大臣)에게 전달하여 새벽에 한 그릇으로 왕실 진상품(王室 進上品)으로 올린 얼음이 섞여져 시원한 코코야자 밀크를 5촌 숙부 시바 2세 군주가 상당히 달게 마시고 나서는 결국 당일 아침에 복통을 호소하다가 끝내 시바 2세가 향년 37세로 갑자기 붕어한 직후 당시 39세의 우파티사 2세(대행군주 시바 2세보다 나이 두 살 많은 5촌 조카)가 아누라다푸라 왕국의 구세대 귀족들한테 전격적으로 보위 추대를 받으며 군주 보위에 등극을 하면서 결국 이렇게 모갈라나 1세의 직손계가 495년 이후 30년여만인 525년에 사실상 정치적으로 일순간에 전격적으로 일소되었으며 카샤파 1세의 직손계가 30년여만에 군주 보위 관련 정권을 차라리 되찾아 앙갚음이 섞인 설욕을 하는 계기가 되었지만 결국 이듬해(526년) 8월 3일, 우파티사 2세 군주도 갑자기 장티푸스에 걸려 서자(庶子)에게 왕태자(王太子)로 책봉조차도 하지 못한 채 결국 향년 40세로 붕어하였다. 그의 붕어 직후 그의 유일무이 서자(唯一無二 庶子)인 당시 보령 19세였던 암보사마네라 왕자(王子)가 아누라다푸라 왕국의 구세대 귀족들과 고급 신료들한테 전격적으로 보위 추대를 받으면서 즉위를 하였다.

## 같이 보기
- 스리랑카의 역사